# Concílio de Rimini
O Concílio de Rimini (também chamado de Concílio de Arímino, nome em latim da cidade) foi um concílio regional ou sínodo nos primeiros anos do cristianismo realizado na cidade Arímino (atual Rimini, na Itália).

## História
Em 358, o imperador romano Constâncio II requisitou dois concílios, um dos bispos ocidentais em Arímino e outro, dos orientais, planejado para ter ocorrido em Nicomédia e de fato realizado na cidade de Selêucia Isaura, para resolver a controvérsia ariana sobre a natureza da divindade de Jesus, que dividiu a igreja no século IV.
Em julho de 359, o concílio ocidental (de aproximadamente 300-400 bispos) se reuniu. Ursácio de Singiduno e Valente de Mursa logo propuseram um novo credo, já rascunhado no Concílio de Sirmio de 359, mas não apresentado lá, afirmando que o Filho era semelhante ao Pai "de acordo com as escrituras", evitando termos controversos como "da mesma substância" (homoousia) e "substância similar" (homoiousia). Outros preferiram a tradicional fórmula do Credo Niceno. Eles ficaram conhecidos como homoianos, evitando o termo ousia (substância).
Os oponentes do credo Sirmio escreveram uma carta ao imperador Constâncio, elogiando Niceia e condenando qualquer reconsideração do credo ali proposto e deixaram o concílio. Os que o apoiavam então publicaram o novo credo e o enviaram para a Itália.
O concílio foi considerado uma derrota do trinitarismo e Jerônimo de Estridão escreveu: "O mundo todo gemeu e se espantou ao encontrar-se na posição de ariano".
O papa Libério rejeitou o novo credo, estimulando diversos bispos a renegarem a assinatura que tinham dado. Os homoianos então depuseram Libério e recolocaram o Antipapa Félix II em seu lugar.
Dois concílios posteriores em Nike (sudeste de Adrianópolis (atual Edirne na Turquia e em Constantinopla se seguiram.